# Paralecanium maritimum
Paralecanium maritimum är en insektsart som först beskrevs av Green 1896.  Paralecanium maritimum ingår i släktet Paralecanium och familjen skålsköldlöss. Inga underarter finns listade i Catalogue of Life.